# Rebecca Blaikie
Pour les articles homonymes, voir Blaikie.
Rebecca Blaikie, née le 25 mai 1978 à Winnipeg, est une femme politique canadienne. Elle est présidente du Nouveau Parti démocratique (NPD) de 2011 à 2016.
Rebecca Blaikie est la fille de Bill Blaikie, un ancien député de Winnipeg, chef adjoint du NPD et ministre provincial, et la sœur de Daniel Blaikie, l'actuel député de Winnipeg du NPD.
Elle est titulaire d'un diplôme de premier cycle en histoire sociale du Canada de l'Université de Winnipeg et d'un diplôme de second cycle en développement économique communautaire de l'Université Concordia.

## Carrière politique
Lors de l'élection fédérale de 2004, Rebecca Blaikie est candidate à LaSalle—Émard face au premier ministre Paul Martin et reçoit 4,97 % des voix.
En tant que directrice exécutive de l'aile québécoise du NPD, elle est une des architectes de la victoire de Thomas Mulcair dans Outremont lors de l'élection partielle de 2007 et contribue largement au développement du travail de terrain du NPD qui le conduit à une percée dans la province lors des élections de 2011.
Elle travaille par la suite pour le gouvernement provincial manitobain. En 2011, elle est candidate dans la circonscription de Winnipeg-Nord : elle recueille 35,41 % des voix et perd par seulement 44 votes face au candidat libéral Kevin Lamoureux,,.
Blaikie est élue trésorière du NPD lors du congrès d'Halifax en 2009 et est réélue au congrès de Vancouver en 2011. Après la mort de Jack Layton, Brian Topp démissionne de la présidence du parti pour concourir à la course à la chefferie et Blaikie est élue par le conseil fédéral pour le remplacer. Elle est réélue présidente lors du congrès de 2013 à Montréal.